# Bernard Casoni
Pour les articles homonymes, voir Casoni.
Bernard Casoni, né le 4 septembre 1961 à Cannes, est un footballeur international français reconverti entraîneur.

## Biographie

### Carrière de joueur
Pierre Casoni, le père de Bernard Casoni était défenseur de l'AS Cannes et a disputé plus de 200 matches en D2.
Bernard Casoni commence sa carrière de défenseur au tout début des années 1980 en deuxième division avec l'Association sportive de Cannes football. Il rejoint Toulon en 1984 et débute en première division le 17 août de cette année-là, au tout nouveau Stade de la Beaujoire face au FC Nantes (défaite 1-3). Il s'y construit une excellente réputation, qui lui ouvre les portes de l'équipe de France le 2 février 1988 lors d'un match face à la Suisse à Toulouse (victoire 2-1).
Quelques mois plus tard, il signe un contrat avec l'ambitieux Matra Racing de Paris de Jean-Luc Lagardère. Il n'y reste qu'une seule saison, puisque Lagardère se retire du football à la suite des mauvais résultats de son équipe. 
Amer de ce fâcheux épilogue, Bernard retourne à Toulon. Après une bonne saison, les portes de la plus grande équipe française de l'époque s'ouvrent à lui. C'est ainsi qu'il signe en 1990 à l'Olympique de Marseille de Bernard Tapie. La concurrence en défense est forte entre Boli, Mozer ou encore Amoros.
Casoni connaît alors la consécration en atteignant la finale de la Ligue des champions, perdue contre l'Étoile Rouge de Belgrade le 29 mai 1991. Pendant cette période, il s'octroie définitivement une place de titulaire en équipe de France, dirigée alors par Michel Platini. Il joue d'ailleurs l'Euro 92 la saison suivante. 
Mais la saison 1992-93 va annoncer le déclin de sa carrière. Une bénigne fracture au pouce gauche lui fait perdre sa place de titulaire dans le onze olympien, ainsi qu'en équipe de France, où il joue son dernier match le 14 novembre 1992 face à la Finlande (victoire 2-1). Il ne joue pas non plus la finale victorieuse de la Ligue des champions face aux Milanais le 26 mai 1993 et doit même se contenter d'une place de remplaçant jusqu'à la rétrogradation de l'Olympique de Marseille en Division 2 à l'orée de la saison 1994-1995.
Pendant les deux saisons que l'équipe olympienne passe en deuxième division, il permet à son équipe, aux côtés de Marcel Dib et d'autres, de retrouver l'élite en 1996. Il décide de mettre un terme à sa carrière professionnelle à cette occasion.

### Carrière d'entraîneur

#### Olympique de Marseille
Il deviendra par la suite entraîneur des moins de 15 ans de l'Olympique de Marseille durant deux ans (de 1996 à 1998). Il entraînera ensuite l'équipe réserve jusqu'en décembre 1999, date à laquelle il prend les rênes de l'équipe fanion. Il y succède à Rolland Courbis, lequel démissionne après les mauvais résultats de l'automne 1999, et commence réellement sa carrière d'entraîneur professionnel. Il restera sur le banc marseillais jusqu'à la fin de l'exercice 1999-2000 où l'équipe, après une calamiteuse saison, terminera 15e, évitant de très peu la relégation en Ligue 2.

#### Evian TG
Le 20 janvier 2010, il est nommé à la tête de l'Evian Thonon Gaillard FC alors que le club est co-leader de National mais connait une période creuse de résultats, n'ayant récolté que 9 points sur 24 possibles lors de ses dernières rencontres. Il y vivra deux promotions successives, en Ligue 2 puis en Ligue 1. 

#### Club Africain
Il rejoint au 1er juillet 2012 le Club africain pour un contrat de deux ans. Auprès de Slim Riahi, le président du club, il déclare son désir de remporter tous les titres possibles avec ce club. Il arrive en cours de saison, celle-ci s'étendant de novembre 2011 à septembre 2012. Sur les 7 matchs qu'il dirige, il totalise 2 victoires, 4 nuls et 1 défaite. Le 2 octobre 2012, il est limogé pour insuffisance de résultats. Il fait part de son incompréhension, lui qui avait vécu la fin de saison précédente comme préparation du nouvel exercice en vue...

#### AJ Auxerre
Le 2 décembre 2012, il s'engage avec l'AJ Auxerre pour 18 mois à la suite du départ de Jean-Guy Wallemme. L'AJA est alors seizième de Ligue 2 et éliminée des deux coupes. Sa mission y est simple : maintenir le club. L'alchimie y prend plutôt bien avec 4 succès en février 2013. Casoni y prend en main un effectif prometteur, composé des jeunes Christopher Jullien, Willy Boly, Sébastien Haller, Paul-Georges Ntep, Yaya Sanogo accompagnés des plus expérimentés Sorin, Hengbart, Adama Coulibaly, Oliech, Le Tallec ou autre Olivier Kapo. Il mène ainsi le club à une honnête neuvième place. Il lie également une relation intime avec Ntep qui le considère comme l'un des meilleurs coachs qu'il ait eu, le faisant passer le cap de "gamin à jeune homme".
En août 2013, le seul horizon de l'AJA et de son nouveau président Guy Cotret est, de nouveau, le maintien. Bernard Casoni doit alors composer avec un budget en constante diminution. De 40M€ lors de la dernière année en Ligue 1, il n'était plus que de 21M€ en 2012-2013 avec comme objectif de tendre vers les 14M€. Jusqu'en janvier 2014, le plan se déroule comme prévu, le club végétant entre la 13e et la 10e place. Il est alors porté par Ntep (10 apparitions dont 7 titularisations, 5 buts, 1 passe décisive), vendu pour 5M€ en janvier au SRFC. En février, l'édifice s'écroule, l'AJA tombe 17e et une série de 5 matchs sans victoire sonne le glas de l'expérience bourguignonne de Casoni. Le 17 mars 2014, il est démis de ses fonctions d'entraîneur.

#### Valenciennes FC
Le 17 juillet 2014, après huit saisons dans l'élite, le VAFC débute en Ligue 2. En plein marasme économique et sportif, Casoni est choisi par Jean-Louis Borloo pour remettre sur pied le club nordiste et y paraphe un contrat s'étendant sur deux saisons. À deux semaines et demi de la reprise, il prend en main un effectif composé de quinze éléments, attendant alors pas moins de six à huit renforts pour constituer un effectif compétitif. Il déclare alors que son équipe, en déficit de foncier et sans repères tactiques, peut très bien terminer le mois d'août avec zéro point. Elle en prendra finalement quatre, le club pointant à la 19e place. Le bilan entre septembre et décembre est contrasté : sur 13 rencontres de Ligue 2, les valenciennois s'en tirent avec 6 victoires, 1 nul et 6 défaites, de quoi remonter jusqu'à la 9ème place.
Entre la 18e et la 25e journée de championnat, le club nordiste n'engrange qu'un seul point et est alors premier non-relégable à un point du 18e. Du fait de ces résultats, l'entraineur est remercié le 24 février 2015 et remplacé par David Le Frapper, jusqu'alors à la tête des U19. 
À la suite de ce licenciement, il réclamera 1,3M€ d'indemnités au club en difficultés. Le 30 novembre 2017, la chambre d'appel sociale de Douai rend son délibéré dans l'affaire l'opposant à son ancien club. Le tribunal d'appel lui octroie 364 000 € pour rupture abusive de son contrat.

#### FC Videoton
Le 11 juin 2015, il signe un bail de deux ans avec le club hongrois, champion en titre, du Videoton FC. Le club participe ainsi aux tours préliminaires de Ligue des Champions. Sorti au troisième tour par le BATE Borisov après être difficilement venu à bout des gallois de New Saints, le club patauge également en championnat. Il y enchaîne notamment 3 défaites consécutives, ce qui n'était plus arrivé au Videoton FC depuis octobre 2007. À la suite de ces mauvais résultats (10 matchs officiels, 2 victoires, 2 nuls et 6 défaites dont 4 en 5 journées de championnat), il est démis de ses fonctions dès août 2015.

#### FC Lorient
Le 8 novembre 2016, après dix-sept jours sans coach, le FC Lorient le choisit pour remplacer Sylvain Ripoll, démis de ses fonctions compte tenu des mauvais résultats du club. Alors que Rolland Courbis, Rémi Garde, Elie Baup, Éric Roy et Hubert Fournier avaient été pressentis pour occuper le poste, c'est finalement lui qui, contre toute attente, arrive au chevet de l'équipe, 20e de Ligue 1, à 4 points du premier non-relégable. Sa réputation d'entraineur défensif, tactique, au jeu peu flamboyant ne semble alors pas correspondre aux valeurs de jeu incarnées par Christian Gourcuff puis Sylvain Ripoll dans le Morbihan. Alex Hayes, directeur sportif du club breton, ne cache pas qu'il a été retenu pour ses qualités de leadership, de meneur d'hommes et sa base défensive importante, le club prenant alors près de 2 buts par match. Avec un contrat s'étendant jusqu'à la fin de la saison avec une option d'une année supplémentaire, il arrive ainsi comme "pompier" afin de pérenniser le club en Ligue 1. Il est démis de ses fonctions le 30 mai 2017 à la suite de la relégation du FC Lorient en Ligue 2.

#### Mouloudia Club d'Alger
Le 10 août 2017, Casoni signe un bail d'une année avec le club Algérois à une semaines de la reprise, deuxième en championnat est qualifié à Ligue des champions africaine pour la suivante, et aussi en quart de finale de Coupe de la confédération, Même s’il n’a pas gagné des titres, pour les supporters, le fait de donner une identité de jeu à l’équipe est un grand exploit. Au fil du temps, Casoni a gagné le respect des supporters qui ne s’imaginent pas que le MCA accueille cette nouvelle saison sans que Casoni ne soit l’entraîneur en chef.
Le 30 août 2018, après des mauvais résultats et une élimination amère en Ligue des champions la direction du Mouloudia décide de se séparer de son entraineur et de son directeur sportif Kamel Kaci-Saïd.

#### Al-Khor
Le 25 septembre 2018, il rejoint Al-Khor dans le championnat du Qatar. Quatre mois plus tard, il quitte ses fonctions.

#### Retour au Mouloudia Club d'Alger
En mai 2019, il revient à Alger, avant d'être renvoyé en janvier 2020.

#### MC Oran
Le 29 août 2020, Bernard Casoni signe son retour en Algérie en signant avec le MC Oran. Il participe à la préparation du club de l'avant saison, puis au lancement du championnat, mais il quitte le club après sept journées le 13 janvier 2021 à la suite d'une séparation à l'amiable.

#### US Orléans
Recruté le 19 juin 2023 comme entraineur de l'US Orléans, club évoluant en National, il est limogé le 6 novembre 2023 après un mois d'une intense polémique sur des propos tenus auprès des joueurs.

### Controverses et accusations de racisme
Bernard Casoni fait face à plusieurs reprises à des accusations de racisme et de comportement agressif durant sa carrière d’entraîneur. 
En novembre 2014, à la suite de la polémique sur les propos de Willy Sagnol sur les joueurs africains (qui seraient « prêts au combat » et « puissants » mais sans technique ou intelligence sur le terrain), Casoni est un des rares entraîneurs à soutenir Sagnol, affirmant qu'il dit « ce que beaucoup pensent, à savoir que les jeunes recrutés en Afrique n'ont pas la même formation, la même culture tactique »,  mais que « aujourd'hui, on ne peut plus rien dire ».
Lors de son passage à Valenciennes entre juillet 2014 et février 2015, son attitude est perçue comme agressive avec les joueurs, et « catastrophique sur le plan humain ».  
En septembre 2023, alors qu'il entraîne l'US Orléans, France Bleu Orléans publie une séquence où Casoni déclare au micro que ses joueurs ne sont  « pas plus cons que des Maghrébins » en parlant des principes de jeu qu'il essaye d'inculquer à leur équipe, car il l'a « fait dans tous les clubs où [il] est passé », même  « avec des Maghrébins ». Des joueurs du club confirme qu'il utilise régulièrement cette comparaison.  France Bleu rapporte également des propos tenus en interne perçus par les joueurs comme dégradants, tels « Pas besoin de chasubles pour eux, ils sont déjà noirs » à l’entraînement, ou « C'est un pet de noir, ça » après une flatulence d'un joueur dans le vestiaire. D'autres joueurs rapportent également des insultes en public. Il aurait également demandé de « blanchir l'effectif » à la cellule de recrutement du club. 
Casoni réfutera ces accusations, déclarant que sa comparaison avec les Maghrébins étaient à prendre comme une demande à être « aussi intelligents qu'eux » (ayant entraîné plusieurs années en Tunisie, en Algérie et au Maroc), qu'il n'a jamais demandé à « blanchir l'effectif » mais qu'il voulait un « équilibre » car « trop de joueurs créoles, ce n'est pas bon », et que ses phrases aux joueurs étaient du « chambrage », affirmant à nouveau que « aujourd'hui, on ne peut plus rien dire »,. Suspendu par le club d'Orléans, il annonce quelques jours plus tard porter plainte contre x pour dénonciation calomnieuse . Le 9 janvier 2025, il est condamné à 25 000 euros d’amende, dont 15 000 avec sursis pour injure publique à caractère raciste, Son avocat, a annoncé « faire appel de la décision ».

## Statistiques détaillées

### Générales par saison
| Saison                | Club                   | Championnat           | Championnat | Championnat | Coupe nationale | Coupe nationale | Coupe de la Ligue | Coupe de la Ligue | Compétition(s) continentale(s) | Compétition(s) continentale(s) | Compétition(s) continentale(s) | France | France | Total | Total |
| Saison                | Club                   | Division              | M.          | B.          | M.              | B.              | M.                | B.                | Comp.                          | M.                             | B.                             | M.     | B.     | M.    | B.    |
| 1978-1979             | AS Cannes              | Division 2            | 3           | 0           | -               | -               | -                 | -                 | -                              | -                              | -                              | -      | -      | 3     | 0     |
| 1979-1980             | AS Cannes              | Division 2            | 16          | 0           | 5               | 0               | -                 | -                 | -                              | -                              | -                              | -      | -      | 21    | 0     |
| 1980-1981             | AS Cannes              | Division 2            | 25          | 3           | 1               | 0               | -                 | -                 | -                              | -                              | -                              | -      | -      | 26    | 3     |
| 1981-1982             | AS Cannes              | Division 2            | 33          | 2           | 1               | 0               | -                 | -                 | -                              | -                              | -                              | -      | -      | 34    | 2     |
| 1982-1983             | AS Cannes              | Division 2            | 28          | 2           | 2               | 0               | -                 | -                 | -                              | -                              | -                              | -      | -      | 30    | 2     |
| 1983-1984             | AS Cannes              | Division 2            | 22          | 1           | 3               | 0               | -                 | -                 | -                              | -                              | -                              | -      | -      | 25    | 1     |
| 1984-1985             | SC Toulon              | Division 1            | 38          | 0           | -               | -               | -                 | -                 | -                              | -                              | -                              | -      | -      | 38    | 0     |
| 1985-1986             | SC Toulon              | Division 1            | 25          | 0           | 1               | 0               | -                 | -                 | -                              | -                              | -                              | -      | -      | 26    | 0     |
| 1986-1987             | SC Toulon              | Division 1            | 36          | 1           | 1               | 0               | -                 | -                 | -                              | -                              | -                              | -      | -      | 37    | 1     |
| 1987-1988             | SC Toulon              | Division 1            | 31          | 0           | 1               | 0               | -                 | -                 | -                              | -                              | -                              | 3      | 0      | 35    | 0     |
| 1988-1989             | Matra Racing           | Division 1            | 27          | 1           | 3               | 0               | -                 | -                 | -                              | -                              | -                              | 3      | 0      | 33    | 1     |
| 1989-1990             | SC Toulon              | Division 1            | 36          | 0           | 2               | 0               | -                 | -                 | -                              | -                              | -                              | 5      | 0      | 43    | 0     |
| 1990-1991             | Olympique de Marseille | Division 1            | 35          | 0           | 6               | 0               | -                 | -                 | C1                             | 9                              | 0                              | 5      | 0      | 55    | 0     |
| 1991-1992             | Olympique de Marseille | Division 1            | 31          | 0           | 4               | 0               | -                 | -                 | C1                             | 4                              | 0                              | 11     | 0      | 50    | 0     |
| 1992-1993             | Olympique de Marseille | Division 1            | 24          | 0           | 4               | 0               | -                 | -                 | C1                             | 6                              | 0                              | 3      | 0      | 37    | 0     |
| 1993-1994             | Olympique de Marseille | Division 1            | 8           | 1           | 1               | 0               | -                 | -                 | -                              | -                              | -                              | -      | -      | 9     | 1     |
| 1994-1995             | Olympique de Marseille | Division 2            | 35          | 2           | 3               | 0               | 1                 | 0                 | C3                             | 4                              | 0                              | -      | -      | 43    | 2     |
| 1995-1996             | Olympique de Marseille | Division 2            | 36          | 0           | 7               | 0               | 3                 | 0                 | -                              | -                              | -                              | -      | -      | 46    | 0     |
| Total sur la carrière | Total sur la carrière  | Total sur la carrière | 489         | 13          | 45              | 0               | 4                 | 0                 | -                              | 23                             | 0                              | 30     | 0      | 591   | 13    |

## Palmarès joueur

### En club
- Vainqueur de la Ligue des Champions en 1993 avec l'Olympique de Marseille
- Champion de France en 1991, en 1992 avec l'Olympique de Marseille
- Champion de France de Division 2 en 1995 avec l'Olympique de Marseille
- Finaliste de la Coupe d'Europe des Clubs Champions en 1991 avec l'Olympique de Marseille
- Finaliste de la Coupe de France en 1991 avec l'Olympique de Marseille

### En sélection nationale
- 30 sélections entre 1988 et 1992
- Champion d'Europe Espoirs en 1988
- Vainqueur du Tournoi de France en 1988

### Distinctions individuelles et records
- Membre du club de l’année France Football avec l'Olympique de Marseille en 1991 et en 1992
- Membre de l'équipe européenne de l'année France Football avec l'équipe de France en  1991
- Membre de l'équipe de l'année World Soccer Awards avec l'équipe de France en  1991
- Membre de l'équipe de France alignant 19 matchs sans défaite entre mars 1989 et le 19 février 1992 (record de l'époque)
- Membre de l'équipe de France remportant tous ses matchs éliminatoires à l'Euro 1992 (une première à l'époque)
- Membre de l'Olympique de Marseille remportant la Ligue des Champions en 1993 sans concéder une défaite

## Palmarès entraîneur

### En club
- Champion de France de Ligue 2 en 2011 avec Évian Thonon Gaillard
- Champion de France de National en 2010 avec Évian Thonon Gaillard

### Distinction individuelle
- Élu meilleur entraîneur de Ligue 2 en 2011